# Brazilski integralizam
Brazilski integralizam je fašistoidni politički pokret kojeg je 1932. pokrenuo pisac Plínio Salgado, osnovavši stranku Ação Integralista Brasileira (AIB,  Brazilska integralistička akcija).  Pokret je uvelike nalikovao europskom, posebno talijanskom fašizmu, razlikujući se prvenstveno po odbacivanju rasističkih ideja, čak pozivajući na jedinstvo rasa (slogan: Unija svih rasa i naroda).   Po imenu, i pozivanju na integralizam, podsjećao je na sličan pokret u Portugalu, Integralismo Lusitano. 

## Ideologija
Integralisti su odbacivali komunizam i kapitalizam, branili su privatno vlasništvo, zagovarali brazilski nacionalizam, čuvanje nacionalne kulture, kršćanske vrijednosti i autoritarizam.  Antisemitizam je bio čest predmet spora među stranačkim vođama.  Salgado je bio protiv antisemitizma dok je Gustavo Barroso, čelnik integralističke milicije bio izraziti antisemit.  Sukob oko tog pitanja je često potresao pokret sredinom tridesetih, 1936. je Salgado gotovo odustao od vođenja stranke.  
Jedan od najvažnijih principa integralizma bila je interna revolucija ili revolucija svoje ličnosti kojom je čovjek ohrabrivan da prestane misliti samo na sebe i integrira se u ideju velike integralističke obitelji, postajući jedno s domovinom i ostavljajući sebične vrijednosti.

## Obilježja
Stranka je bila paravojna organizacija i članovi su se često upuštali u ulične borbe s komunistima. Stranačka retorika je bila vrlo agresivna, a demonstracije su podsjećale na vojne, uključujući marširanje, ekstenzivnu upotrebu simbola i poseban pozdrav. Pozdrav je bio nalik na saluto romano, uz povik Anauê! koji na tupi jeziku (nekada raširen jezik brazilskih domorodaca) znači: Brat si mi.  Uniforme članova su se sastojale od maslinastozelenih košulja i crnih kravata; u narodu su često nazivani zelenokošuljaši.  Stranačka zastava je bila slična zastavi Trećeg Reicha: bijeli disk na plavoj pozadini, a u sredini diska veliko grčko slovo sigma (Σ).  
Integralizam je posebno bio popularan među etničkim Nijemcima i Talijanima srednje klase, iako je stranka u multietničkoj zemlji nastojala privući sve državljane pozivajući se na rasno zajedništvo.  Stranka je bila jedna od prvih koja je nastojala privući crnce i žene u svoje redove.  Potpora je dolazila i od vojnih časnika, posebno iz mornarice.  Financijsku pomoć dobivali su od fašističke Italije, a način propagande je u velikoj mjeri oponašao nacističke tehnike.  

## Politička aktivnost
Početkom tridesetih, Brazilska politička scena se jako radikalizirala.  Vlada predsjednika Getulia Vargasa je imala slabu potporu među radnicima zbog nepopularnog zakona o radu; jačala je Komunistička partija.  Vargas je počeo okupljati desnicu oko Estado Novo, autoritarne vlade suprotstavljene komunistima.  Potporu je počeo tražiti i među integralistima.
Do 1935. integralistički pokret je brzo narastao i imao veliku potporu među njemačkim i talijanskim Brazilcima.  1934. integralisti su, u savezu s Vargasovim režimom, počeli agresivne sukobe s komunistima.  Mase njihovih sljedbenika upuštale su se u ulične borbe, započinjući tako vrlo nemirno razdoblje u političkom životu države.  
1937. Vargas je uveo diktaturu i okrenuo se protiv integralista.  Iako su oni u početku podupirali njegovo okretanje prema ekstremnoj desnici, Salgado je bio pretjerano ambiciozan s otvorenim iskazivanjem želje za predsjedničkim položajem.  Nakon zakonske odredbe protiv njihove stranke, 1938., integralisti su pokušali osvojiti vlast napavši tijekom noći predsjedničku palaču s namjerom da ubiju Vargasa.  Policija i vojska su ih spriječile pri čemu su mnogi napadači ubijeni ili ranjeni.  Nakon neuspjeha stranka se raspala, oko 1500 članova je zatvoreno, a Salgado je nakon puštanja protjeran u Portugal.

## Nakon raspada
Nekoliko godina nakon raspada, Salgado je formirao novu stranku, Partido de Representação Popular , koja je nastavila ideologiju integralizma, ali bez prepoznatljivih starih obilježja kao što su uniforme i simboli.  1964. mnogi bivši pripadnici Brazilske integralističke akcije su sudjelovali u vojnom udaru kojim je zbačen João Goulart, nakon čega je na položaj predsjednika postavljen vojni vođa i bivši integralist Emílio Garrastazú Médici.  Danas u Brazilu postoji nekoliko manjih grupa koje nastavljaju integralističku tradciju pozivajući se na duhovnu obnovu te zagovarajući treći put između kapitalizma i komunizma, ali nemaju nikakvog političkog utjecaja i značaja.